# Hit Mania Special Edition 2017
Hit Mania Special Edition 2017 è una compilation autunnale di artisti vari facente parte della serie Hit Mania, uscita nei negozi il 27 Ottobre 2017 mixata dal Disc jockey Mauro Miclini.
È stata pubblicata in versione standard (Rivista + 2 CD) e cofanetto (Rivista + 4 CD) dove oltre al CD2: "Hit Mania Special Edition 2017 Club Version", troverete anche il CD3: "Deep House Party Special 2017" e "EDM Electronic Dance Music #3".
La copertina del disco è stata progettata da Gorial.
Si tratta dell'ultima edizione autunnale (Special Edition) in quanto a partire dagli anni successivi, dopo l'edizione estiva, uscirà direttamente l'edizione invernale, come stato da sempre fino al 2011.

## Tracce CD1
Disco 1
1. Baby K – Voglio Ballare Con Te (feat. Andrés Dvcio)
2. Imagine Dragons – Thunder
3. DNCE – Kissing Strangers (feat. Nicki Minaj)
4. Bob Sinclar – Til The Sun Rise Up (feat. Akon)
5. Robin Schulz – OK (feat. James Blunt)
6. Axwell ^ Ingrosso – More Than You Know
7. Oyadi – Time Again
8. Jax Jones – Instruction (feat. Demi Lovato & Stefflon Don)
9. Armin Van Buuren – Sunny Days (feat. Josh Cumbee)
10. Morat – Yo Contigo, Tú Conmigo (The Gong Gong Song / El Tema De La PelículaGru 3 Mi Villano Favorito) (feat. Álvaro Soler)
11. Takagi & Ketra – L'Esercito Del Selfie (feat. Lorenzo Fragola & Arisa)
12. Shawn Mendes – There's Nothing Holdin' Me Back
13. Merk & Kremont – Sad Story (Out Of Luck)
14. Vanotek – Tell Me Who (feat. Eneli)
15. Portugal. The Man – Feel It Still
16. Riki – Polaroid
17. Jacopo Galeazzi – Let’s Run
18. Ps Project Vs Dj Kooker – Excalibur (feat. Flo P.)
19. Riccardo Remedi – I Tweet Mary (feat. Dr. Martin)
20. Maschera Franck – Love Beat (feat. Ella Lauria)
21. Maui Feat. Rose – I'm Not Alone
22. Marco Burani & Lorenzo Busilacchi – Run Run
23. Francesca Monte & Vincent Arena – Tonight
24. Dainpeace – Work Me

## Tracce CD2
1. 2Noise feat. Elena – My downfall
2. Jungle Kid – Walking the moon
3. Mihai Mihai – Black shoes
4. The Gardner – Parallel worlds
5. Heart Killer – Seduce me
6. Midnight – Survivor
7. Indra Leòn & Devid Morrison – Love me man
8. The Gardner – Wherever you are
9. Marco Burani & Lorenzo Busilacchi – Another change
10. L The Queen – Got me for life (Andrea D'Amato Edit)
11. Carlo Esse feat. Chris X – You broke my heart
12. Stefan Over feat. Maya Ramirez – Tell me why (Radio Version)
13. Alex Casini feat. Charles Castellini – Cubalibre star
14. Bovoli & Naldi vs Omar Calia – Forever with me
15. Mark Donato vs Danny Barba Nera – Bonjour
16. Alex Signorini feat. Stefano Damaro – Fly (Radio Version)
17. Mc Groove feat. Federica – If you love me again
18. Banua – Tomorrow
19. Baldazar – Whistle for a better world
20. Andrea 2000 – Like you (Original Version)
21. Banua – I'm wrong
22. Steven Soprano vs Dsyntech FTS & Cicco Dj – Cut off
23. Leon Pantarei feat. Una Derosa – Aun me gusta
24. Zeroone – High life